# 기타구 (사카이시)
기타구(일본어: 北区)는 일본 오사카부 사카이시를 구성하는 7개 구 중 하나이다. 사카이시의 유일한 지하철(미도스지선)이 구내를 통과하고 같은 노선을 통과하는 오사카 다카이시선을 중심으로 맨션이 숲을 이루어 인구가 증가하고 있다. 추계인구에서는 2004년 3월에 사카이구(당시는 사카이 지소)를, 2009년 8월에 미나미구를 앞질러 사카이시에서 최다 인구를 가진 구가 되었다.

## 지리
사카이시 북동부에 위치하고 있으며, 남쪽에서 북쪽으로 니시요케강 등이 흘러 최종적으로 구의 북쪽을 흐르는 야마토강과 합류한다. 또 구의 남쪽에서는 미노강, 모즈강이 서쪽으로 구다라강과 이시즈강에 합류한다. 연안부의 사카이구와 비교하면 표고가 약간 높은 구릉지이지만 구역은 전반적으로 평탄하다.
1966년 가나오카히가시 뉴타운(신카나오카 단지)의 설립과 오사카부도 28호 오사카 다카이시선의 개통으로 구역의 택지화가 진행되었고 1987년에는 오사카 지하철 미도스지선이 안모즈까지 연장되었다. 일찍이 구내 구석구석에 저수지가 존재했지만 그 수는 감소하고 있다. 또 구의 동쪽에는 시가화 조정 구역으로 지정된 곳도 있어 농지도 존재하고 있다.
또 구역이 옛 율령국인 이즈미국과 가와치국에 걸치는데 고카노쇼, 모즈 지구가 이즈미국이었고 가나오카, 기타야시모 지구가 가와치국에 속했다. 다만 고카노쇼 지구는 1901년까지 셋쓰국에 속하고 있었다.

## 역사
2006년 4월 1일에 사카이시가 정령지정도시로 지정되면서 사카이시청 기타 지소 관내의 구역이 기타구가 되었다.

## 교통

### 철도
- 난카이 전기 철도
  - 고야선
    - (← 사카이구 모즈하치만역) - 나카모즈역 - 시라사기역 - (히가시구 하쓰시바역 →)

  - 센보쿠선
    - 나카모즈역 - (나카구 후카이역 →)

- 오사카 메트로
  - 미도스지선
    - (← 스미요시구 아비코역) - 기타하나다역 - 신카나오카역 - 나카모즈역

### 도로
- 한신 고속도로